# Schlacht von Coutras
Die Schlacht von Coutras vom 20. Oktober 1587 war ein Gefecht zwischen den Katholiken unter Anne de Joyeuse und den Protestanten unter Heinrich von Navarra im Achten Hugenottenkrieg. Sie endete mit einem Sieg der Protestanten und dem Tod Joyeuses.

## Vorgeschichte
Die Hugenottenkriege dauerten seit 1562 an. König Heinrich III., der seit 1574 regierte, hatte eine Politik des Ausgleichs verfolgt, die sich im Edikt von Beaulieu (1576) und dem Edikt von Poitiers (1577) äußerte. Mit dem Tod seines Bruders Franz († 1584) geriet Frankreich jedoch in eine Krise, da nach ihm der Hugenotte Heinrich von Navarra Thronerbe wurde. Die Heilige Liga von 1576, die 1577 eigentlich aufgelöst worden war, trat unter Führung des Herzogs von Guise wieder auf den Plan und brachte das Königreich gegen Heinrich III. auf, der sich nun isoliert sah.
Am 18. Juli 1585 erließ der König daraufhin ein Edikt, das alle vorhergehenden Edikte aufhob und u. a. auch den Protestantismus in Frankreich verbot. Die Protestanten wurden von der Macht verdrängt und auch Heinrich von Navarra verlor alle Funktionen und Ämter in Frankreich.
Das Edikt wurde von den Protestanten als Kriegserklärung angesehen. Heinrich von Navarra sah sich anfangs ohne Erfolg nach Unterstützung um. Erst eine Bulle des Papstes Sixtus V. bescherte ihm die benötigten Verbündeten: die Gallikaner und französischen Royalisten stellten sich hinter ihn, Henri I. de Montmorency, Herzog von Montmorency und Gouverneur des Languedoc und mit ihm die Toleranz fordernden sogenannten „Politiker“, schließlich Dänemark und England. Die Unbeugsamkeit des Herzogs von Guise machte den Krieg unvermeidbar. Der Herzog von Joyeuse wurde mit einer Armee in den Süden geschickt, der Herzog von Mercœur fiel in Poitou ein und setzte den Prinzen Condé in La Rochelle fest.

## Die Schlacht
Die gleich starken Armeen Heinrich von Navarras und des Herzogs von Joyeuse (je 5000 Infanteristen und 1800 Reiter) trafen am 20. Oktober 1587 bei Coutras an der Gironde aufeinander. Joyeuse ließ seine Kavallerie bereits von weitem angreifen, erreichte dadurch aber vor allem, dass die Pferde beim Kontakt mit dem Gegner bereits ermüdet waren und die Lanzenreiter ihren Zusammenhalt und damit jede Schlagkraft verloren hatten. Heinrich andererseits wandte eine neue Taktik an, indem er in der Frontlinie abwechselnd Musketier und Reiter aufstellte. Der leichten Kavallerie (Chevauleger) gelang es, die Kraft der königlichen Streitkräfte zu brechen und in die Flucht zu schlagen.
Der Herzog von Joyeuse war nicht nur geschlagen, sondern wurde auch gefangen genommen und durch einen Pistolenschuss getötet. Während Heinrich von Navarra 40 Soldaten verlor, starben auf der Gegenseite etwa 2000 Männer, darunter 300 Adlige.